# Musculus biceps femoris
De musculus biceps femoris of tweehoofdige dijspier is een tweekoppige spier aan de achterzijde van het bovenbeen. Het is een van de drie spieren die samen de hamstrings vormen.
De lange kop (caput longum) is bi-articulair en loopt over het heup- en het kniegewricht. De korte kop (caput breve) ontspringt op het dijbeen en loopt alleen over de knie. De functie van deze spier over het heupgewricht is retroflexie. In de knie bewerkstelligt deze spier flexie en exorotatie bij gebogen knie. Het is daarmee de enige spier die de exorotatie in de knie kan uitvoeren.